# Президентські вибори у Франції 2012
Президентські вибори у Франції 2012 року — десяті президентські вибори П'ятої республіки, у який переміг кандидат від Соціалістичної партії — Франсуа Олланд. Перший тур голосування пройшов 22 квітня 2012 року (21 квітня на деяких заморських департаментах і володіннях), другий тур — 6 травня 2012 року (5 травня на деяких заморських володіннях).
За результатами першого туру жоден кандидат не отримав більшості голосів (50 відсотків плюс один голос), тому у другому турі змагалися два найбільш провідні кандидати: Франсуа Олланд, від Соціалістичної партії, і чинний президент Ніколя Саркозі від партії Союз за Народний Рух. За результатами другого туру голосування з 51,63 % наступним президентом Франції обрано Франсуа Олланда, Ніколя Саркозі, який набрав 48,37 % голосів, ще увечері 6 травня визнав свою поразку й привітав Олланда з перемогою. Явка виборців у другому турі становила 80,35 %.

## Передвиборна кампанія
Порядок проведення виборів президента Франції чітко записаний в статтях 6, 7 та 58 Конституції. Президент обирався раніше терміном на сім років. Проте, в 2000 році французи висловились на референдумі за скорочення з 7 до 5 років президентського мандату. Для перемоги у виборах кандидат має набрати абсолютну більшість голосів виборців.
За французьким законодавством, кандидати в президенти отримують від держави фінансову допомогу в залежності від кількості набраних в першому турі голосів. Ті, хто отримає менше 5 % голосів може розраховувати на суму 774 000 євро. Ті, хто перейшов п'ятивідсоткову межу отримує у десять разів більше — 7,740 млн євро. Кандидат, який вийшов до другого туру — 10,340 млн євро. Використання цих коштів на телевізійну рекламу заборонено. Крім державної фінансової допомоги внески до передвиборчого фонду дозволяються тільки фізичним особам. Максимально — 4600 євро від однієї особи. Проте, кандидати мають право на необмежену фінансову допомогу з боку їхніх партій.

## Результати голосування

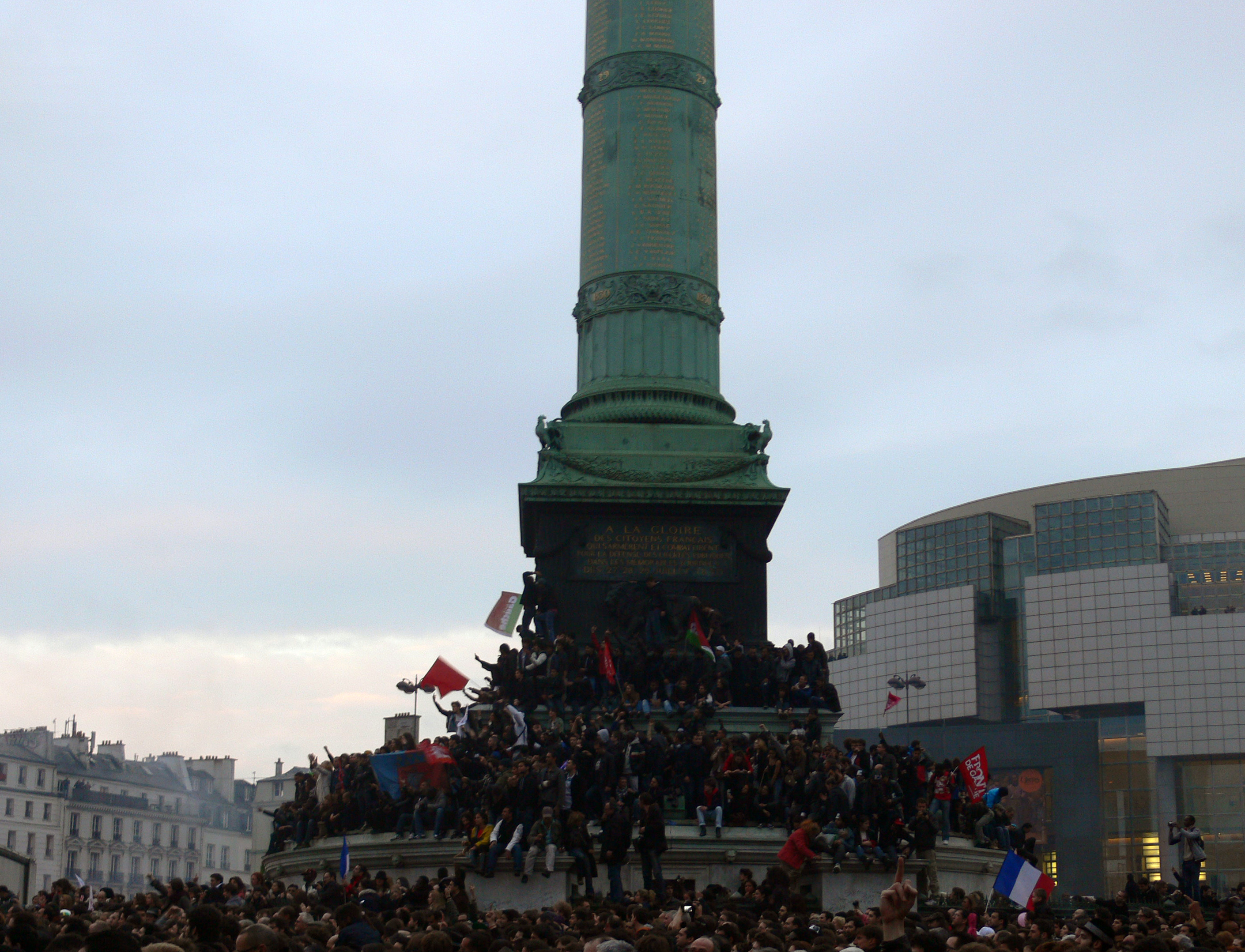
Прихильники Франсуа Олланда святкують його перемогу на площі Бастилії у Парижі у ніч з 6 на 7 травня

Згідно із законом від 6 листопада 1962 року, усі кандидати повинні мати французьке громадянство і вік не менше 23 років (та ж вимога, що і для кандидатів у Національні збори).
Кандидати повинні одержати підписи від 500 виборних посадових осіб (мерів, членів парламенту, обраних представників) на підтримку своєї кандидатури. Ці підписи виборних посадових осіб повинні бути, принаймні від 30 різних департаментів і заморських територій, і не більше ніж 10 відсотків з одного і того ж регіону. Підпис від виборної посадової особи не означає офіційну підтримку політики кандидата, а те, що ця офіційна особа вважає кандидата серйозним. Кандидат також повинен подати заяву з докладним описом своїх особистих активів.
Кандидатами було висунуто:
Сумарні результати голосування 21-22 квітня і 5-6 травня 2012 року
| Кандидат — Партія                                               | Кандидат — Партія              | 1-ий тур   | 1-ий тур | 2-ий тур   | 2-ий тур |
| Кандидат — Партія                                               | Кандидат — Партія              | голосів    | %        | голосів    | %        |
| --------------------------------------------------------------- | ------------------------------ | ---------- | -------- | ---------- | -------- |
| Франсуа Олланд                                                  | Соціалістична партія           | 10 272 705 | 28.63 %  | 18 004 656 | 51.63 %  |
| Ніколя Саркозі                                                  | Союз за Народний Рух           | 9 753 629  | 27.18 %  | 16 865 340 | 48.37 %  |
| Марін Ле Пен                                                    | Національний фронт             | 6 421 426  | 17.90 %  |            |          |
| Жан-Люк Меланшон                                                | Лівий фронт                    | 3 984 822  | 11.10 %  |            |          |
| Франсуа Байру                                                   | Демократичний рух              | 3 275 122  | 9.13 %   |            |          |
| Ева Жолі                                                        | Європа Екологія — Зелені       | 828,345    | 2.31 %   |            |          |
| Ніколя Дюпон-Еньян                                              | Вставай, Республіко            | 643 907    | 1.79 %   |            |          |
| Філіп Путу                                                      | Нова антикапіталістична партія | 411 160    | 1.15 %   |            |          |
| Наталі Арто                                                     | Робітнича боротьба             | 202 548    | 0.56 %   |            |          |
| Жак Шемінад                                                     | Солідарність і прогрес         | 89 545     | 0.25 %   |            |          |
|                                                                 |                                |            |          |            |          |
| Всього                                                          | Всього                         | 35 883 209 | 100 %    | 34 869 996 | 100 %    |
|                                                                 |                                |            |          |            |          |
| Дійсних голосів                                                 | Дійсних голосів                | 35,883,209 | 98,08%   | 34,869,809 | 94,20%   |
| Зіпсовані і пусті бланки                                        | Зіпсовані і пусті бланки       | 701,190    | 1,92%    | 2 146 408  | 5,80%    |
| Взяло участь                                                    | Взяло участь                   | 36,584,399 | 79,48%   | 37,016,404 | 80,35%   |
| Утрималися                                                      | Утрималися                     | 9,444,143  | 20,52%   | 9,050,095  | 19,65%   |
| Зареєстровані виборці                                           | Зареєстровані виборці          | 46,028,542 |          | 46,066,499 |          |
| Офіційні результати виборів: Міністерство внутрішніх справ(фр.) |                                |            |          |            |          |